# Micro cap
Dans le domaine de la bourse, du marché des valeurs mobilières, une micro cap (« micro capitalisation ») est une entreprise à très petite capitalisation.

## Définition
On calcule la capitalisation boursière d'une entreprise en multipliant le prix de l'action par le nombre en circulation.

Ainsi les entreprises qui ont une très petite capitalisation boursière, comprise entre 50 et 300 millions de dollars, sont appelées  « micro caps ». 
Les capitalisation boursière les plus grosses sont appelées « big caps » et celle qui ont une capitalisation boursière moyenne sont appelées « mid caps ». Il existe également les « small caps » et les « nano caps ».
Les « micro caps » sont des entreprises très petite, récentes et en cours de développement.